# 혁명적공산주의자동맹 (일본)
혁명적공산주의자동맹(일본어: 革命的共産主義者同盟 카쿠메이테키쿄우산슈기샤도메이[*])은 1957년 12월 경 결성된 반스탈린주의와 트로츠키주의를 내세운 학생운동 정파다. 약칭은 혁공동(革共同). 전신은 일본 트로츠키스트 연맹(트로련)이다. 분열 이후에는 혁명적공산주의자동맹 전국위원회(약칭 중핵파), 일본혁명적공산주의자동맹 혁명적마르크스주의파(약칭 혁마르파), 일본혁명적공산주의자동맹 (제4인터내셔널 일본지부)(약칭 제4인터) 등으로 분화되었다.
기존 정통 노선을 옹호한 트로츠키주의파(니시, 오오타 등)와 "트로츠키주의의 극복"을 주장하는 반스탈린주의자파(구로다, 혼다 등)으로 나뉘었다. 초기의 혁공동은 학생운동가 중심에 약간의 노동자가 더해진 "동아리" 수준의 규모를 벗어나지 못했다.
- 1958년 7월, 오타 류가 당시 제4인터내셔널 각국 지부가 채택한 진입주의 전술(해당국의 가장 유망한 사회민주당에 침투해 의회에 진출, 사회민주당을 장악하는 트로츠키주의 이론을 말한다.)에 따라 일본사회당에 입당할 것을 주장했으나 기각되자 도쿄학예대학과 히비야 고등학교의 트로츠키주의 서클을 이끌고 이탈했다. 이것이 혁공동 제1차 분열(革共同第一次分裂)이다. 오오타파는 일본 트로츠키주의 동지회(트로동)을 결성하고 사회당에 입당해 활동을 개시했다.
- 1959년 1월에는 트로츠키주의 극복을 주장하는 "반스탈린주의"를 자처한 구로다가 경시청 공안부에 경쟁 정파인 일본민주청년동맹(일공민청)의 정보를 캐내 넘기는 밀정 전술을 계획하다 미수에 그친 것이 발각되었다. 같은 해 8월 혁공동 제1회 대회에서 "간첩행위라는 계급적 배신행위"가 규탄되어 구로다는 영구적으로 제명되었다. 구로다와 함께 혁공동에서 "혁명적마르크스주의그룹(RMG)"을 형성하던 혼다 등이 구로다를 따라 혁명적공산주의자동맹을 이탈하고 혁명적공산주의자동맹 전국위원회(혁공동 전국위)를 결성했다. 이것이 혁공동 제2차 분열(革共同第二次分裂)이다.
- 1963년 2월 혁공동 전국위에서 "당건설"과 "노동운동" 방침을 둘러싸고 다시 구로다파가 이탈, 일본혁명적공산주의자동맹 혁명적마르크스주의파(혁마르파)를 결성했다. 전국위에 잔류한 혼다파는 전국위의 조직을 계승하는 형태로 이후 "중핵파"로 호칭된다. 이것이 혁공동 제3차 분열(革共同第三次分裂)이다.
- 한편 가장 먼저 이탈했던 오오타파의 트로동은 국제주의공산당(ICP)로 개칭하고 전성기에는 회원 천 명 규모의 세타마 사청동을 실질적으로 장악하고 있었다. 1965년 2월, 혁공동 잔류파(관서파)는 ICP와 재결합하여 일본혁명적공산주의자동맹 (제4인터내셔널 일본지부)를 결성했다. 그러나 이듬해 오오타는 독단으로 지도한 "타치카와 미군기지 돌입투쟁", "일한조약 비준반대투쟁"을 총괄, 비판받아 탈당한다.

이들 혁공동계 중 특히 중핵파와 혁마르파는 70년대 들어 살인이 일어나는 "전쟁" 상태에 돌입, 백 여명의 사망자와 수백 명의 부상자를 발생시켰다. 중핵파와 제4인터파는 산리즈카 투쟁 과정에서 대립하고 1984년 중핵파가 제4인터파를 일방적으로 습격, 두개골 함몰과 다리 절단을 포함한 8명의 부상자를 발생시켰다.